# 碲氰酸盐
碲氰酸盐是一类含有碲氰酸根离子（TeCN-）的盐类，含有碲氰基团的有机物被称为碲氰酸酯，如碲氰酸苄酯PhCH2TeCN等。
过去，人们曾认为TeCN−并不存在。企图制备TeCN−的实验，如利用K2Te和Te(CN)2或KCN和Te之间反应的实验，均以失败告终。后来，浅黄色的季铵盐晶体(C2H5)4NTeCN(溶剂化)、类似的(CH3)4NTeCN、Ph4NTeCN均在非水溶剂中被制得。

## 性质
碲氰酸根比硒氰酸根更不稳定，其C-Te键更容易断裂，如碲氰酸根离子会被水迅速分解。溶液中的碲氰酸盐会被氧迅速氧化，产生二氧化碲，但干燥的盐却对氧较为稳定。碲氰酸盐的大的、非极性的阳离子盐较为稳定，其碱金属离子K+、Na+的盐也已被制得。